# Ryuga Suzuki
Ryuga Suzuki (鈴木 隆雅 Suzuki Ryuga?), född 28 februari 1994 i Miyagi prefektur, är en japansk fotbollsspelare.
Suzuki började sin karriär 2012 i Kashima Antlers. 2013 blev han utlånad till JEF United Chiba. 2014 blev han utlånad till Tochigi SC. Han gick tillbaka till Kashima Antlers 2015. 2016 flyttade han till Ehime FC.